# Hudibras
Hudibras est un poème héroïque parodique du XVIIe siècle écrit par Samuel Butler (1612-1680). Cette satire visait principalement le puritanisme, les presbytériens ainsi que certaines autres factions impliquées dans la première révolution anglaise. Le texte est divisé en trois parties, respectivement écrites en 1663, 1664 et 1678.
Publié anonymement à peine quatre ans après le début de la Restauration anglaise et le retour de Charles II d'Angleterre, le poème trouva un large succès auprès du public. Le point de vue est loin d'être neutre, puisque Butler était un fervent royaliste : seul le parti parlementaire est tourné en ridicule. L'auteur profite également de l'occasion pour parodier la poésie courtisane et souvent insipide de l'époque.

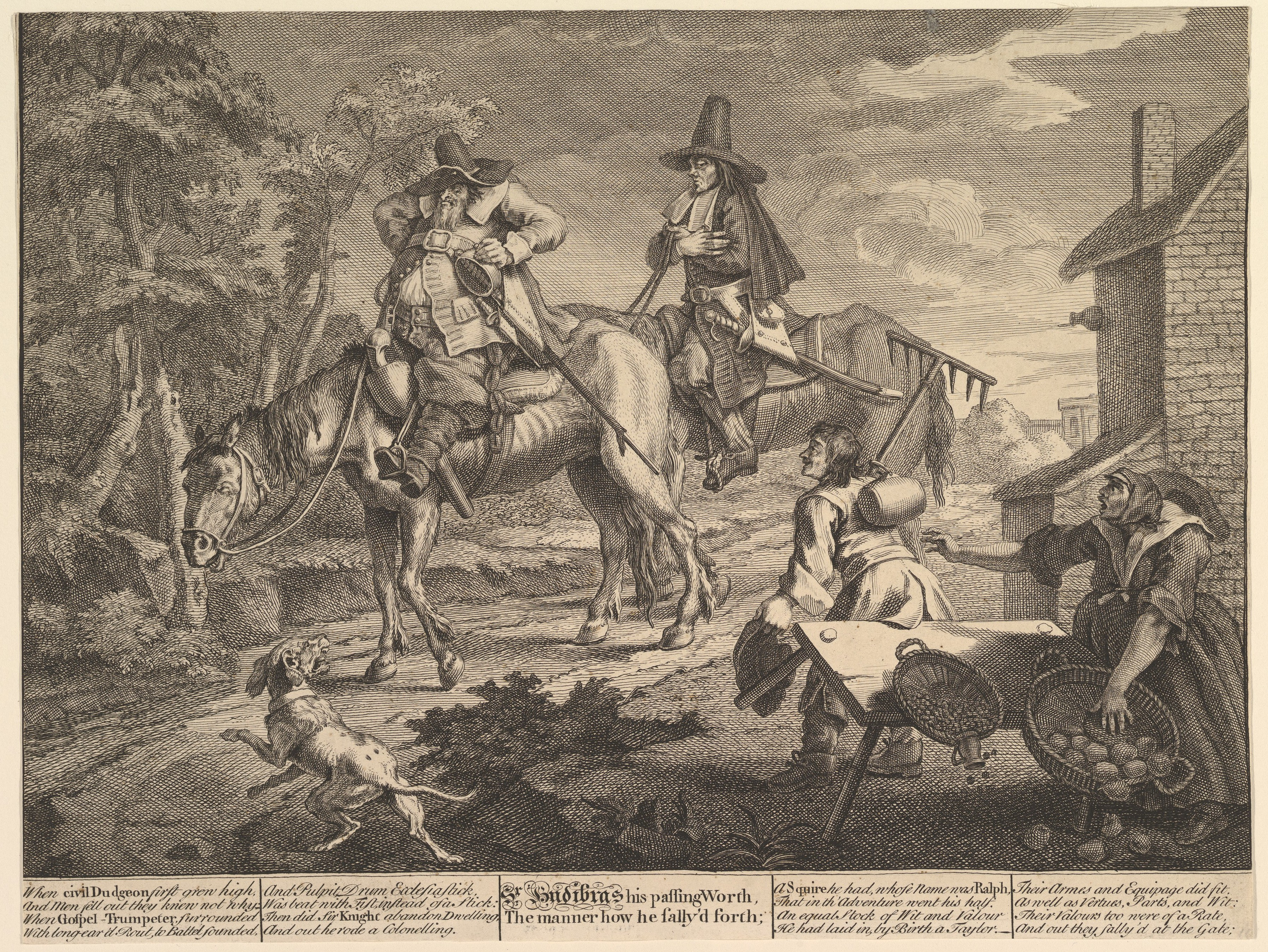
Hudibras sur le départ (gravure d'après William Hogarth, 1725-1726)
Hudibras de Samuel Butler pousse la satire jusqu'à inventer un nouveau rythme poétique, parodiant ainsi les distiques raffinés de John Dryden.

## Résumé
L'histoire, dans la plus pure tradition de Don Quichotte, est celle de Sir Hudibras, un chevalier errant décrit avec une emphase si élogieuse et appliquée si lourdement que l'on touche aux confins de l'absurde, et que la personnalité sournoise et arrogante du personnage devient aisément visible. Hudibras est notamment vanté pour sa maîtrise de la logique, alors qu'il ne cesse de faire preuve de sa stupidité. Mais surtout, c'est sa ferveur religieuse qui fait l'objet des plus vives attaques.
Son écuyer, Sancho, partage avec lui certains points communs mais ne prétend pas apprendre tout ce qu'il y a à apprendre à travers sa seule religion, qu'il appelle « nouvelle-lumière. »

## Analyse
Butler est très clairement influencé par Rabelais et surtout par Cervantès. Mais tandis que Cervantès, tout en se moquant de son personnage, l'offre à la sympathie du lecteur, Hudibras reste un pur objet de dérision.
Le nom de Hudibras est tiré du nom de l'un des chevaliers dans La Reine des fées d'Edmund Spenser, lequel le décrit comme « moins bon par ses actes que grand par son nom », et comme « plus grand en force que sage en action ».
Plus tard, ce texte fut loué par Voltaire dans sa Lettres écrites de Londres sur les Anglais (1734).

## Éditions remarquables
En 1725-1726, paraît à Londres l'édition illustrée de 12 gravures d'après William Hogarth sous le titre Hudibras’s First Adventure chez John Cooper et Philip Overton.
En 1757, paraît à Paris une première traduction de ce poème, elle est en français, effectuée par James Townley [Townelay], et publiée par l'abbé John Turberville Needham, alors collaborateur de Buffon, et Pierre-Henri Larcher.
En 1799, l'éditeur Samuel Ireland réédite à Londres l'édition illustrée de 1726, les gravures de Hogarth sont alors traduites en manière de crayon par Louis Le Coeur.